# Li Xuepeng
Li Xuepeng (18 de setembro de 1988) é um futebolista profissional chinês que atua como defensor.

## Carreira
Li Xuepeng representou a Seleção Chinesa de Futebol na Copa da Ásia de 2011.